# Линейные корабли типа «Монтана»
Линейные корабли типа «Монтана» — тип линейных кораблей ВМС США 1940-х годов. Дальнейшее развитие линейных кораблей типа «Норт Кэролайн», во многом являясь их увеличенным вариантом. Заложены, но не достроены.

## Бронирование
В проекте предполагалось устранить главный недостаток американских линкоров предвоенной закладки — слабая защищённость. Американские адмиралы при разработке проектов старались исходить из эмпирического правила противостояния собственным пушкам. Однако при создании «Норт Кэролайн» главная артиллерия полагалась 14-дюймовой, соответственно была спроектирована и защита. Однако переход на 16-дюймовые пушки нарушил баланс, который не удалось восстановить и на последующих типах, даже на «Айовах». Проект новых линкоров «Монтана» должен был противостоять 16-дюймовым орудиям. Схема бронирования — «все или ничего». Главный броневой пояс состоял из брони «класса A» (гетерогенная, цементированная) толщиной 406 мм. В проекте решили отказаться от внутреннего главного броневого пояса как на предыдущих типах «Айова» и «Саут Дакота» и вернулись к схеме внешнего расположения с углом наклона наружу в 19 град. Длиной цитадели — 63 % длины корпуса против 53,8 % на «Айове». Цитадель замыкалась броневыми траверсами из брони класса А толщиной 388 мм. Лобовые плиты башен толщиной 560 мм и крыша толщиной 233. Башни артиллерии главного калибра изготавливались из брони «класса B» (гомогенная, нецементированная). Боковые стенки башни имели толщину 254 мм, тыльная бронеплита — 305 из брони класса А. Барбеты башен номер 1 и 4 имели толщину 513 мм, 2 и 3 — 457 мм. Горизонтальная защита 51 + 157—188 + 18-15 мм гомогенной брони. Башни средней артиллерии прикрывались 51-мм гомогенными плитами. Боевая рубка формировалась из брони класса B, с толщиной стенок до 457 мм, крыша — 236 мм.

## Подводная защита
Конструктивная противоторпедная защита т. н. «американской» схемы — состоящая из нескольких продольных противоторпедных переборок. По конструкции она была похожа на применённую на «Северных Каролинах» — с «ящикообразными» булями, без характерного для «Южных Дакот» и «Айов» подводного продолжения главного броневого пояса, переходящего в ПТП, за счёт чего увеличивалась глубина ПТЗ. Нижний броневой пояс из брони класса B был перенесён вглубь корпуса и крепился к одной из противоторпедных переборок с углом наклона 10 град. Толщина этого нижнего броневого пояса по высоте была различной и составляла: по верхней кромке 81 мм, по 219 мм в наиболее толстой средней части и 95 мм в нижней части. Предназначался он для защиты от подводных пробоин при недолётах — «ныряющих» снарядов. Максимальная глубина ПТЗ на миделе на половине осадки составляла 6,25 м.

## Главный калибр
Главный калибр составляли 12 406,4-мм 50-калиберных орудий Mk-7 размещённые в четырёх трёхорудийных башнях, мало отличающихся от таковых на «Айовах». Две башни располагались в носовой и две — в кормовой части корабля. Каждая башня обозначалась номером, нумерация башен от носа к корме. Орудия в башнях имели индивидуальные люльки, с предельным углом возвышения орудий 45 градусов. Заряжание орудий производилось при фиксированном угле возвышения — 5 град. Снаряды для установок американцы традиционно хранили в барбетах, зарядные погреба располагались в нижних отсеках, перегрузочное отделение, как и на предыдущих линкорах отсутствовало. Недостатком такого решения является повышенная чувствительность подбашенного боезапаса к взрывам внутри башни. Основным типом снарядов предполагался AP Mark 8 массой 1225 кг.

## Универсальный и зенитный калибр
В качестве зенитного и противоминного калибра устанавливались 20 127 мм универсальных орудий Мк 12 в 10 спаренных установках Mk-38. Первоначально планировалось установить новые 54-калиберные универсальные орудия в новых спаренных установках, однако с проектированием установок, которые по некоторым данным предполагалось установить ещё на линейных кораблях типа Айова возникли серьёзные трудности. Во всяком случае орудийные установки авианосцев типа «Мидуэй» имели другую конструкцию и проектировались заново.
Зенитная артиллерия по проекту предполагалась из 32 или 40 40-мм автоматических орудий «Бофорс» в счетверённых установках Мк-II и 60 стволов «20-мм автоматических орудий Эрликон» в двух- и одноорудийных установках.

## Энергетическая установка
Энергетическая установка — паротурбинная, четырёхвальная. 8 котлов фирмы Бабкок и Уилкокс, на высоких параметрах пара. Турбоагрегаты двухкорпусные (турбины высокого и низкого давления), двухступенчатые зубчатые редукторы. Эшелонное расположение механизмов в 4 отсеках. Ожидалась скорость 28 узлов при водоизмещении 70 500 дл. тонн и суммарной мощности 172 000 л. с. и 30 узлов при форсировке. Дальность плавания экономным 15-узловым ходом предполагалась в 15 000 миль.

### Вспомогательные устройства и системы
Электрическая сеть линкора была рассчитана на переменный ток напряжением 450 В с частотой 60 Гц. Снабжение электроэнергией осуществляли десять турбогенераторов мощностью по 1250 кВт. Помимо них, имелись два аварийных дизель-генератора мощностью по 500 кВт.

## Строительство
19 июля 1940 было заказано 5 линейных кораблей класса Montana, вскоре их постройка была заморожена на неопределённое время, пока 21 июля 1943 окончательно не была отменена. Линкоры должны были строиться на Верфи ВМС в Нью-Йорке, Судостроительной военно-морской верфи в Филадельфии и Судостроительной военно-морской верфи в Норфолке.

### USS Montana (BB-67)
Линкор «Montana» планировался как головной корабль в серии из пяти единиц. Он стал третьим боевым кораблём, названным в честь 41-го штата США, а его строительство планировалось начать на Верфи ВМС в Филадельфии (Philadelphia Navy Yard). Заказы как на ранний вариант BB-51, так и на BB-67 были отменены.

### USS Ohio (BB-68)
Линкор Oгайo должен был стать вторым кораблём такого класса в серии линкоров типа «Монтана». Он был назван в честь 17-го штата США, строительство планировалось начать на Верфи ВМС в Филадельфии (Philadelphia Navy Yard). Огайо должен был стать четвёртым кораблём в ВМС США, носящим название данного штата.

### USS Maine (BB-69)
Линкор Мэн должен был быть третьим в серии линкоров типа «Монтана». Он был назван в честь 23-го штата США, строительство планировалось начать на Верфи ВМС в Нью-Йорке. Мэн был бы третьим кораблём, носящим название данного штата.

### USS New Hampshire (BB-70)
Линкор Нью-Гемпшир должен был стать четвёртым в серии из пяти единиц линкоров типа «Монтана», корабль был назван в честь 9-го штата США. Строительство планировалось начать на Верфи ВМС в Нью-Йорке. Линкор стал бы третьим кораблём носящим название данного штата.

### USS Louisiana (BB-71)
Линкор Луизиана должен был стать пятым и последним кораблём в серии из пяти единиц линкоров типа «Монтана». Он был назван в честь 18-го штата США, строительство планировалось на Судостроительной военно-морской верфи в Норфолке. Луизиана должна была быть третьим кораблём, носящим название данного штата. Он стал последним линкором, заказанным для ВМС США.
| Наименование        | Верфь ВМС и место строительства | Даты                                                                                     |
| ------------------- | ------------------------------- | ---------------------------------------------------------------------------------------- |
| ВВ-67 «Монтана»     | Philadelphia Navy Yard          | заложен в 1941, в июне 1942 строительство приостановлено, заказ аннулирован 21 июля 1943 |
| ВВ-68 «Огайо»       | Philadelphia Navy Yard          | заложен в 1941, в июне 1942 строительство приостановлено, заказ аннулирован 21 июля 1943 |
| ВВ-69 «Мэн»         | New York Navy Yard              | Не закладывался. Заказ аннулирован 21 июля 1943                                          |
| ВВ-70 «Нью Гэмпшир» | New York Navy Yard              | Не закладывался. Заказ аннулирован 21 июля 1943                                          |
| ВВ-71 «Луизиана „   | Norfolk Navy Yard               | Не закладывался. Заказ аннулирован 21 июля 1943                                          |

## Оценка проекта
Сравнение проектов реально заложенных линейных кораблей стандартным водоизмещением более 50000т.
|                            | Ямато (Япония)                      | Советский Союз (СССР)               | H39 (Германия)                      | Монтана (США)                       |
| -------------------------- | ----------------------------------- | ----------------------------------- | ----------------------------------- | ----------------------------------- |
| Год закладки               | 1937                                | 1938                                | 1939                                | 1941                                |
| Водоизмещение стандартное  | 62 315 т(проектн.) 63 200 т(реалн.) | 59 150 т(проектн.) 60 190 т(оценка) | 53 489 т(проектн.)                  | 60 500 т(проектн.)                  |
| Водоизмещение полное       | 69 998 т(проектн.) 72 810 т(реалн.) | 65 150 т(проектн.) 67 370 т(оценка) | 63 596 т(проектн.)                  | 70 500 т(проектн.)                  |
| ГЭУ                        | 4ТЗА 12ПК 150 000 л. с.             | 3ТЗА 6ПК 202 000 л. с.              | 3-вальная 12диз. 148 000 л. с.      | 4ТЗА 8ПК 172 000 л. с.              |
| Скорость хода, узлы        | 27,5                                | 28                                  | 30,4                                | 28                                  |
| Бронирование:              |                                     |                                     |                                     |                                     |
| Главный пояс               | 410 мм                              | 375—420+20 мм                       | 180—320+скос 120 мм                 | 406 мм                              |
| Верхний пояс               | нет                                 | 180—420 мм                          | 150+25 мм                           | нет                                 |
| Нижний пояс                | 100—170 - 200—270 мм                | нет                                 | нет                                 | 95-210 мм                           |
| Броня в оконечностях       | нет                                 | до 220 мм                           | до 150 мм                           | нет                                 |
| Палубное бронирование      | главная 200—230 мм                  | 25+155+50 мм                        | 50-60+100-150 мм                    | 51+157—188+15 мм                    |
| Башни (лоб/бок/крыша/тыл): | 650/250/270/460(190) мм             | 495/230/230/410 мм                  | 400/220/180-220/325 мм              | 560/254/233/370 мм                  |
| Вооружение:                | 9×460/45 12×155/60 12×127/40 24×25  | 9×406/50 12×152/58 12×100/56 32×37  | 8×406/52* 12×150/55 16×105/65 16×37 | 12×406/50 20×127/54? 32×40/56 20×20 |
| Вес залпа ГК               | 13 140 кг                           | 9972 кг                             | 8240 кг*                            | 14 696 кг                           |

- * Орудие 40,6 см/52 (16“) SK C/34, по сути являлось 42 см/50 (16,5») SK C/40, являясь подогнанной под максимально разрешенный договорами калибр, путём искусственного утолщения внутренней стенки и путём несложной процедуры растачивания легко возвращалось к проектному калибру, с увеличенной массой снаряда. В этом случае бортовой залп ГК превысил бы 9,1 тонны.